# Козинский сельсовет (Московская область)
Козинский сельсовет — упразднённая административно-территориальная единица, существовавшая на территории Московской губернии и Московской области до 1954 года.
Козинский сельсовет был образован в первые годы советской власти. По данным 1919 года он входил в состав Аксиньинской волости Звенигородского уезда Московской губернии.
19 декабря 1922 года Аксиньинская волость была упразднена и Козинский с/с был передан в Ивано-Шныревскую волость.
В 1927 году из Козинского с/с был выделен Грязевский с/с.
В 1926 году Козинский с/с включал деревни Грязь, Дунино, Ивановка и Козино.
В 1929 году Козинский сельсовет вошёл в состав Звенигородского района Московского округа Московской области.
5 апреля 1936 года к Козинскому с/с был присоединён Грязевский с/с.
14 июня 1954 года Козинский сельсовет был упразднён, а его территория передана в Аксиньинский сельсовет.